# Star Trek: Generations
Star Trek: Generations er en amerikansk science fiction-film fra 1994, instrueret af David Carson. 

## Medvirkende
- Patrick Stewart som Kaptajn Jean-Luc Picard
- Jonathan Frakes som Kommandør William Riker
- Brent Spiner som Lt. Commander Data
- LeVar Burton som Lt. Commander Geordi La Forge
- Michael Dorn som Lt./Lt. Commander Worf
- Gates McFadden som Dr. Beverly Crusher
- Marina Sirtis som Counselor Deanna Troi
- Malcolm McDowell som Dr. Tolian Soran
- James Doohan som Captain Montgomery "Scotty" Scott
- Walter Koenig som Kommandør Pavel Chekov
- William Shatner som Kaptajn James T. Kirk
- Alan Ruck som Kaptajn John Harriman
- Whoopi Goldberg som Guinan (ukrediteret)
- Jacqueline Kim som Ensign Demora Sulu
- Patti Yasutake som Nurse Alyssa Ogawa